# Peoedes appendiculatus
Peoedes appendiculatus är en insektsart som beskrevs av Karsch 1889. Peoedes appendiculatus ingår i släktet Peoedes och familjen Euschmidtiidae. Inga underarter finns listade i Catalogue of Life.